# Cítara
|  | No s'ha de confondre amb Cítara (antiga Grècia). |

La cítara és un instrument musical, o més aviat un conjunt molt gran i divers d'instruments musicals, de corda, pertanyents a la família dels instruments de corda polsada. Els trets que comparteixen totes les cítares i que les diferencia d'altres tipologies d'instruments de corda és el fet que l'instrument consisteix exclusivament en un suport de la o les cordes o bé d'un suport i un ressonador que pot ser-ne separat sense destruir l'instrument. En els tipus més habituals de cítares, les cordes es disposen en un pla (en alguns casos -com per exemple el koto, un pla lleugerament corbat- paral·lel a la tapa harmònica de la caixa de ressonància, i no sobresurten de la llargada total de la caixa de ressonància.

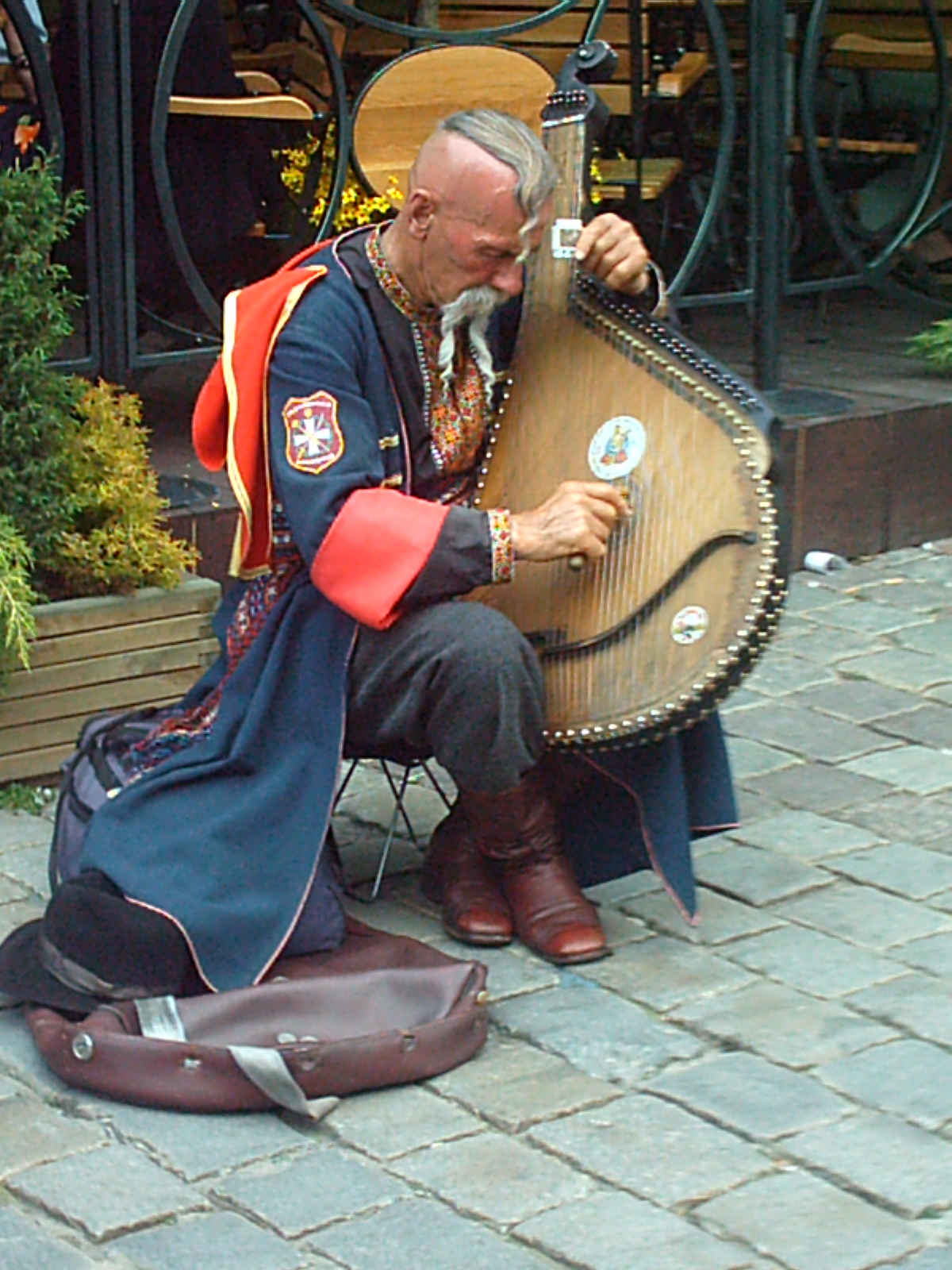
Músic de carrer tocant una bandura, tipus de cítara ucraïnesa

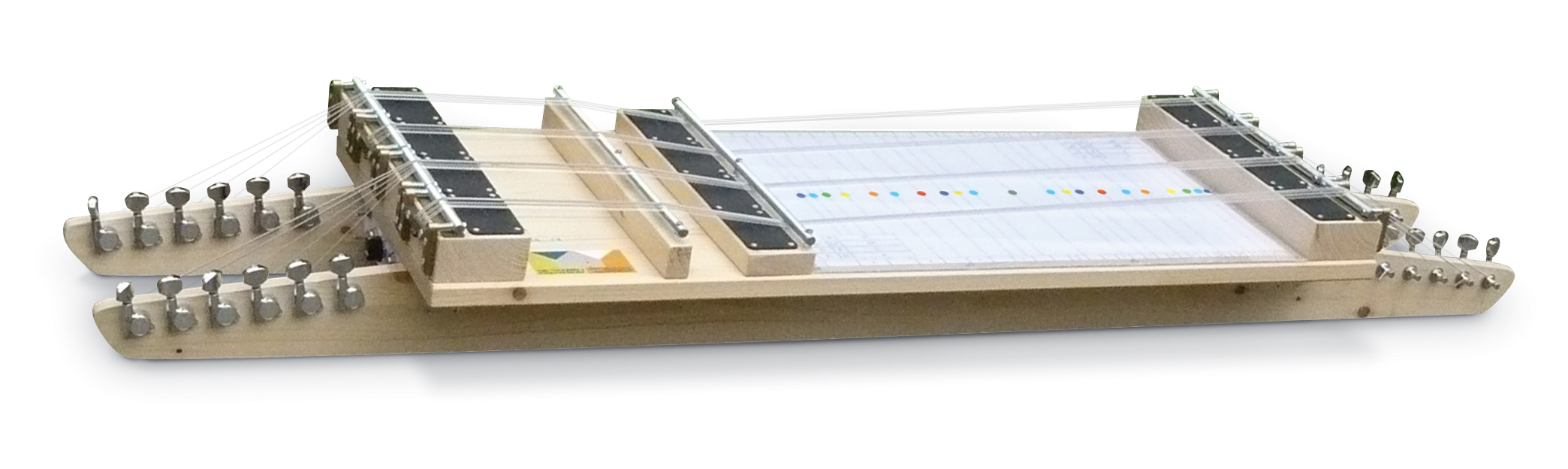
Tafelberg Cítara

També es denomina així a un antic instrument de cordes metàl·liques puntejades, afinades a parells (com el llaüt) però amb la part posterior plana com la guitarra. Justament el nom guitarra i el de cítara tenen un origen comú, i comú també al d'altres instruments com per exemple el sitar, amb mànec i cordes simpàtiques. Altres instruments de noms semblants com el de cítola (italià) i gittern (anglès) també tenen la mateixa rel, però pertanyen al grup dels llaüts, és a dir, que tenen un mànec.
A l'edat mitjana va ser una tipologia d'instruments molt utilitzada; habitualment rebia el nom de saltiri, nom amb el qual se'l va conèixer fins aproximadament el segle xviii en els àmbits de la música més erudita.
Les cítares de taula formen la categoria més important des del punt de vista occidental perquè inclouen els nostres instruments de teclat de corda. Les cordes s'estenen sobre un tauler, que és rectangular o trapezoïdal, que s'enganxa a una caixa poc profunda.
La cítara és un instrument de corda que se sosté sobre els genolls o en una taula i que es punteja. Algunes cordes poden ser xafades (com en la guitarra actual) i altres tenen altura fixa i són usades per a acompanyament. És un instrument folklòric d'Europa Central. El tema de la pel·lícula El tercer home, compost i interpretat per Anton Karas, és una de les composicions escrites originàriament per a cítara més famoses de tots els temps.
Modernament, la cítara, en moltes de les seves variants tradicionals en diverses regions d'Europa central, té forma trapezoïdal i el nombre de les seues cordes varia de 20 a 30. Es toca amb una pua o plectre. És d'un grandària superior al violí encara que n'hi ha de diverses mides.
Com a dada curiosa, cal apuntar que aquest instrument va ser donat a conèixer a Veneçuela per diferents fabricants, només com a instrument d'aprenentatge musical, amb el nom comercial d'Arpa Viatgera, terme atribuït al músic i compositor veneçolà Hugo Blanco.
Iuri Landman creà la Moodswinger, una cítara elèctrica ressonant de 12 cordes amb una guitarra de tres ponts.